# St. Peter und Paul (Bütthard)

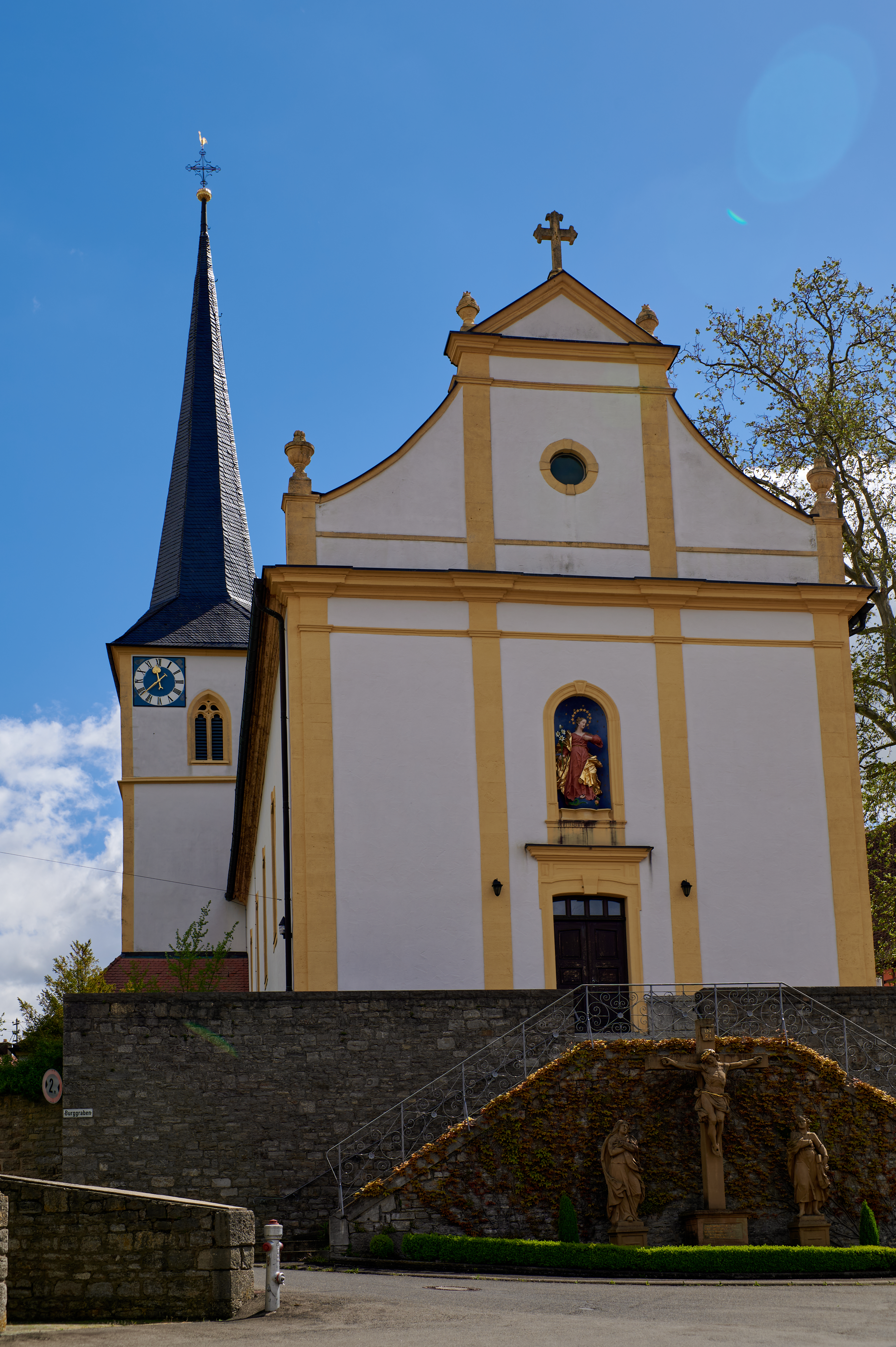
St. Peter und Paul (Bütthard)

Die römisch-katholische Pfarrkirche St. Peter und Paul ist ein denkmalgeschütztes Kirchengebäude, das in Bütthard steht, einem Markt im Landkreis Würzburg (Unterfranken, Bayern). Das Bauwerk ist unter der Denkmalnummer D-6-79-122-3 als Baudenkmal in die Bayerische Denkmalliste eingetragen. Die Kirche gehört zur Pfarreiengemeinschaft Giebelstadt und Bütthard im Dekanat Ochsenfurt des Bistums Würzburg.

## Beschreibung
Der ehemalige Chorturm wurde 1594–96 gebaut. An seiner Nordseite wurden das Langhaus und der eingezogene, polygonal abgeschlossene Chor nach Plänen von Johann Philipp Geigel 1769–71 errichtet. Der ehemalige Chorturm ist nunmehr ein Julius-Echter-Turm. 1865 wurde das Langhaus nach Westen verlängert, und die Fassade mit dem Schweifgiebel im Westen des Langhauses rekonstruiert. Über dem Portal in der Fassade befindet sich in einer Wandnische eine Statue der Immakulata. Vor der Freitreppe, die zum Portal führt, steht eine Kreuzigungsgruppe aus dem 18. Jahrhundert. Auf der Empore im Westen steht die Orgel.